# L'Écluse (Italie)
Pour les articles homonymes, voir San Michele et L'Écluse.
L'Écluse (Chiusa di San Michele en italien, La Ciusa en langue piémontaise) est une commune italienne de la ville métropolitaine de Turin, dans la région Piémont, dans le Nord-Ouest de l'Italie.

## Histoire

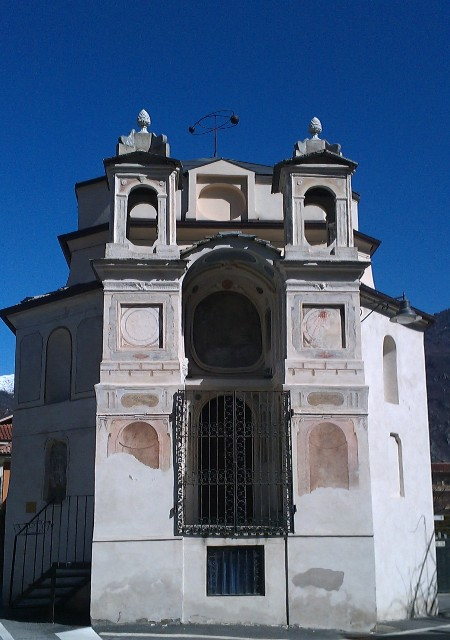
Chapelle désaffectée de Saint-Joseph, maintenant planétarium.

Sur le territoire communal se trouvent des restes de murs qui rappellent les célèbres fortifications lombardes, auxquelles L'Écluse a toujours été associée, qui ont été utilisées pour défendre le royaume des Lombards contre le royaume des Francs et qui, selon la tradition historique, furent contournées par Charlemagne à la bataille de Chiusa.

## Administration
| Période                                  | Période  | Identité          | Étiquette | Qualité |
| ---------------------------------------- | -------- | ----------------- | --------- | ------- |
| 14 juin 2004                             | En cours | Domenico Usseglio |           |         |
| Les données manquantes sont à compléter. |          |                   |           |         |

### Hameaux

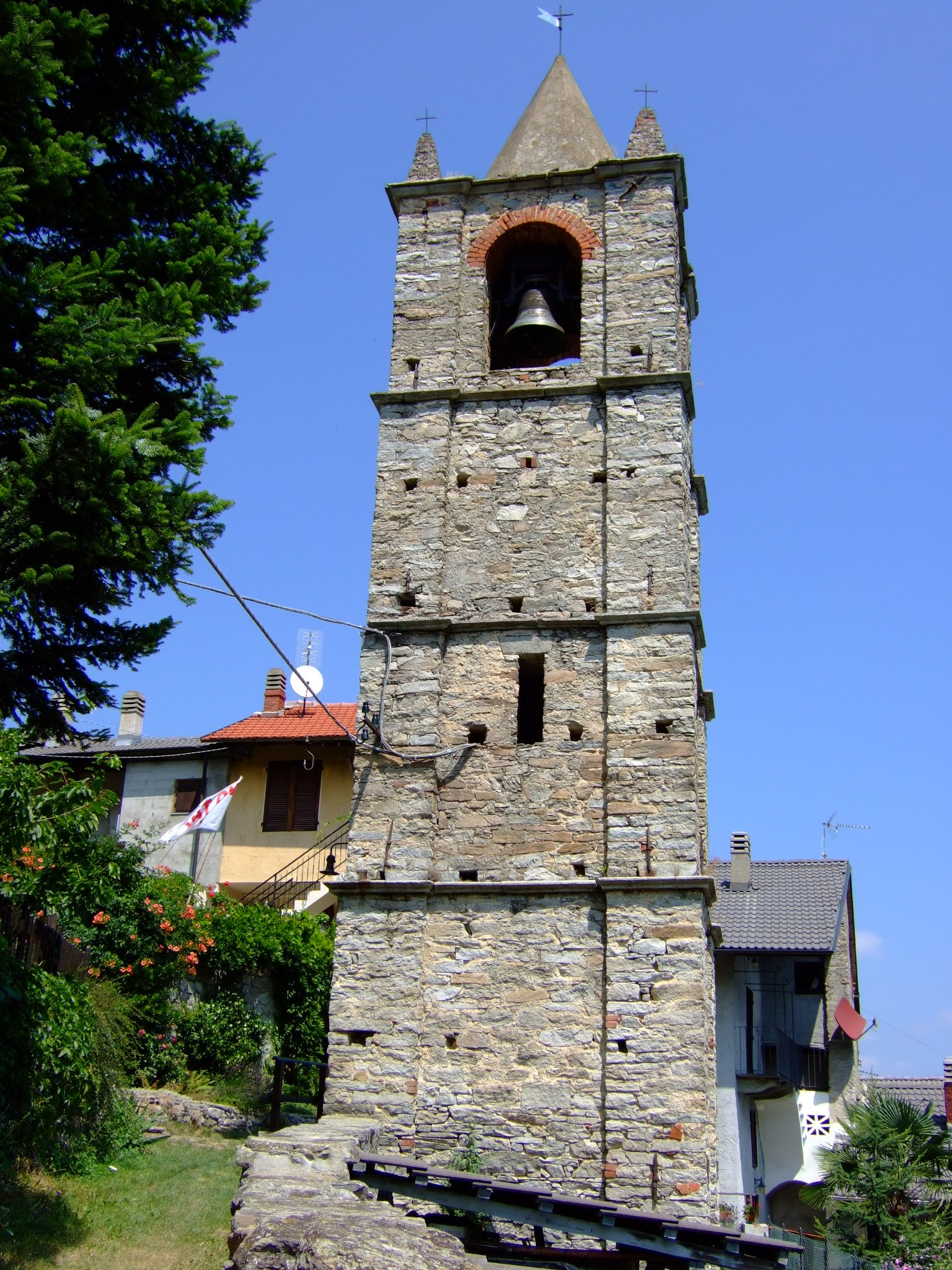
Bennale.

Bennale, Basinnato, Molè.

### Communes limitrophes
Condoue, Chiaurie, Vaye, Saint-Ambroise, Valjoie, Couasse.